# Sainte-Opportune-la-Mare
Sainte-Opportune-la-Mare – miejscowość i gmina we Francji, w regionie Normandia, w departamencie Eure.
Według danych na rok 1990 gminę zamieszkiwało 369 osób, a gęstość zaludnienia wynosiła 34 osoby/km² (wśród 1421 gmin Górnej Normandii Sainte-Opportune-la-Mare plasuje się na 554. miejscu pod względem liczby ludności, natomiast pod względem powierzchni na miejscu 303.).